# Athenry
Athenry (irl. Baile Átha an Rí) – miasto w hrabstwie Galway w Irlandii. Leży 25 kilometrów na wschód od miasta Galway. Jedną z atrakcji jest średniowieczny zamek. Miejscowość znana jest z powodu ballady folkowej "The Fields of Athenry".
W 1863 roku w pobliżu miasta znaleziono tarczę z późnej epoki brązu, która obecnie znajduje się w zbiorach British Museum.